# Steirodiscus gamolepis
Steirodiscus gamolepis là một loài thực vật có hoa trong họ Cúc. Loài này được Bolus ex Schltr. miêu tả khoa học đầu tiên.